# Chatham (Virginie)
Pour les articles homonymes, voir Chatham.
La ville de Chatham est le siège du comté de Pittsylvania, dans l’État de Virginie, aux États-Unis. Lors du recensement de 2000, sa population s’élevait à 1 338 habitants.

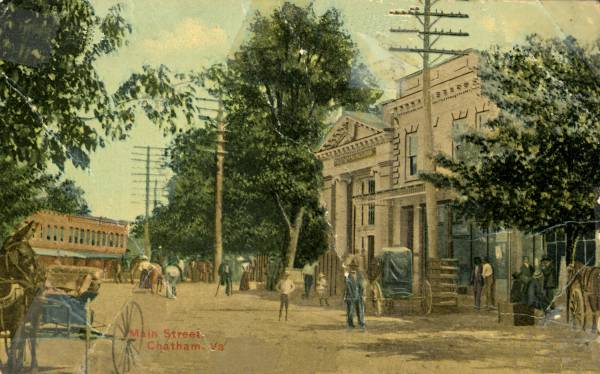
North Main Street en 1909

## Source
- (en) Cet article est partiellement ou en totalité issu de l’article de Wikipédia en anglais intitulé « Chatham, Virginia » (voir la liste des auteurs).